# Bogusław Kowalski
Bogusław Kowalski (* 23. Oktober 1964 in Mircze) ist ein polnischer Politiker. Er war Abgeordneter des Sejm in der V. und VI. Wahlperiode (2005–2011), Staatssekretär im Ministerium für Verkehr in der Regierung Jarosław Kaczyński und von 2007 bis 2011 Vorsitzender der Partei Ruch Ludowo-Narodowy (Volksnationale Bewegung – RLN).

## Leben
Kowalski beendete das Studium der Geschichtswissenschaften an der Universität Warschau. In den 90er Jahren war er Chefredakteur der Wochenzeitung Myśl Polska (Polnischer Gedanke), die mit der rechtsextremen Stronnictwo Narodowo-Demokratyczne (Nationaldemokratische Partei SND) verbunden war. Er war der faktische Vorsitzende der SND, deren nomineller Chef Jan Tomasz Zamoyski war. Er arbeitete eng zusammen mit Lech Wałęsa bzw. Tadeusz Wilecki in deren jeweiligen Präsidentschaftswahlkämpfen  (1995 bzw. 2000). Danach führte er eine unbedeutende Absplitterung der SND.
Nach 2001 war er Mitglied der Liga Polskich Rodzin (Liga Polnischer Familien - LPR) und leitete diverse Parteistrukturen, unter anderem im Powiat Miński. Von 2002 bis 2005 war er Abgeordneter im Sejmik der Woiwodschaft Masowien und Mitglied des Woiwodschaftsrats. Bei den Parlamentswahlen 2005 wurde er für den Wahlkreis Siedlce über die Liste der LPR in den Sejm gewählt.
2006 trat er aus der LPR aus. Er trat dem Narodowe Koło Parlamentarne (Nationaler Parlamentskreis) bei. Am 22. September 2006 wurde er der neu gegründeten Fraktion des Ruch Ludowo-Narodowy (RLN), die jedoch bald darauf wieder auseinanderfiel.  Nach dem 18. Dezember 2006 war er Abgeordneter für den Ruch Ludowo-Chrześcijański (Volkschristliche Bewegung - RLCh). 2007 stand an der Spitze der durch einige Abgeordnete des RLCh neu gegründeten Partei Ruch Ludowo-Narodowy. Vom 23. Mai 2006 bis zum 23. November 2007 war er Staatssekretär im Ministerium für Verkehr. Bei den Sejmwahlen 2007 wurde er über die Liste der Prawo i Sprawiedliwość (Recht und Gerechtigkeit – PiS) mit 7.259 Stimmen als Abgeordneter bestätigt. Er ist Mitglied der Sejm Kommissionen für Infrastruktur und Auswärtige Angelegenheiten.
Nach durch das Instytut Pamięci Narodowej (Institut für Nationales Gedenken – IPN) am 4. Dezember 2007 veröffentlichten Angaben ist Kowalski am 4. Februar 1987 von dem staatlichen Sicherheitsdienst als Inoffizieller Mitarbeiter „Mieczysław“ registriert. Am 29. September 2008 erklärte der IPN, dass nach der Analyse des Archivmaterials keine Grundlagen für die Infragestellung der Lustrationsangaben Kowalskis gefunden werden kann.